# أدلايد ليد (فيكتوريا)
أدلايد ليد (بالإنجليزية: Adelaide Lead, Victoria)‏ هي منطقة سكنية تقع في أستراليا في فيكتوريا (أستراليا).